# Silvius notatus
Silvius notatus är en tvåvingeart som först beskrevs av Jacques-Marie-Frangile Bigot 1892.  Silvius notatus ingår i släktet Silvius och familjen bromsar. Inga underarter finns listade i Catalogue of Life.